# Lauzerte
Lauzerte è un comune francese di 1 549 abitanti situato nel dipartimento del Tarn e Garonna nella regione dell'Occitania.

## Società

### Evoluzione demografica
Abitanti censiti